# Armi Kuusela
Armi Helena Kuusela-Williams, född 20 augusti 1934 i Muhos, blev 1952 den första någonsin att vinna Miss Universum-tävlingen. Hon representerade Finland.
Kuusela gifte sig 1953 med affärsmannen Virgilio "Gil" Hilario i Tokyo. Paret bosatte sig i Forbes Park, en förort till Manila. År 1975 avled Hilario i en hjärtattack; tre år senare gifte Kuusela om sig med diplomaten Albert Williams i Barcelona. Under makens tid som diplomat var de först bosatta i Spanien och sedan i Turkiet. Efter hans pensionering flyttade de till La Jolla i Kalifornien.